# Chiesa della Beata Vergine di Loreto (Polesine Zibello)
La chiesa della Beata Vergine di Loreto, nota anche come Madonnina del Po, è un luogo di culto cattolico dalle forme neoclassiche e neogotiche situato in strada Palazzo due Torri, a poca distanza dall'Antica Corte Pallavicina, a Polesine Parmense, frazione di Polesine Zibello in provincia di Parma e diocesi di Fidenza; è sussidiaria della parrocchiale dei Santi Vito e Modesto e fa parte del vicariato della Bassa Parmense.

## Storia
In epoca ignota fu edificata una piccola edicola in riva al Po, contenente un'effigie ad affresco della Beata Vergine di Loreto, dipinta da un pittore ignoto.
Nel 1826 la venerata immagine fu smurata in seguito a un'alluvione e messa in sicurezza in un'abitazione nelle vicinanze; tuttavia, a causa di un nuovo straripamento del fiume, nel 1842 fu spostata nella canonica della chiesa dei Santi Vito e Modesto, in attesa di una sistemazione più degna.
Nel 1846 la marchesa Leopoldina Pallavicino donò un terreno in prossimità del palazzo delle Due Torri, ove, su finanziamento degli abitanti di Polesine, furono avviati i lavori di costruzione di una chiesa che potesse accogliere la sacra effigie; il tempio neoclassico, progettato dall'architetto Giovanni Ghelfi, fu decorato internamente dal pittore Ferdinando Accarini.
Nel 1920 furono edificati i due porticati neogotici ai lati del sagrato.
La chiesa, a causa della vicinanza col Po, fu sommersa dalle sue acque nel 1951, nel 1994 e nel 2000, che arrivarono a lambire, ma senza danneggiarla, l'immagine sacra collocata sul fondo dell'abside.

## Descrizione

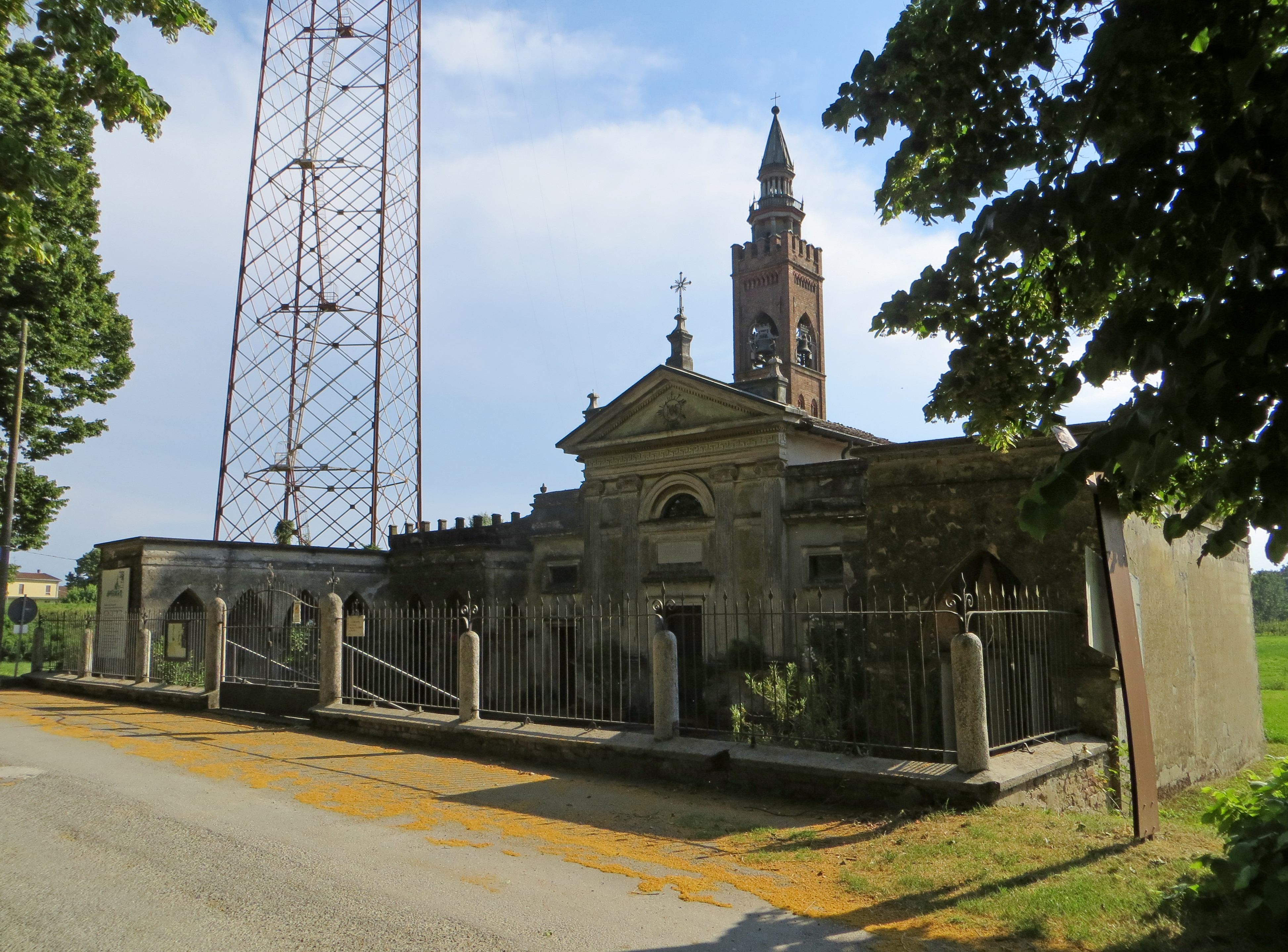
Facciata

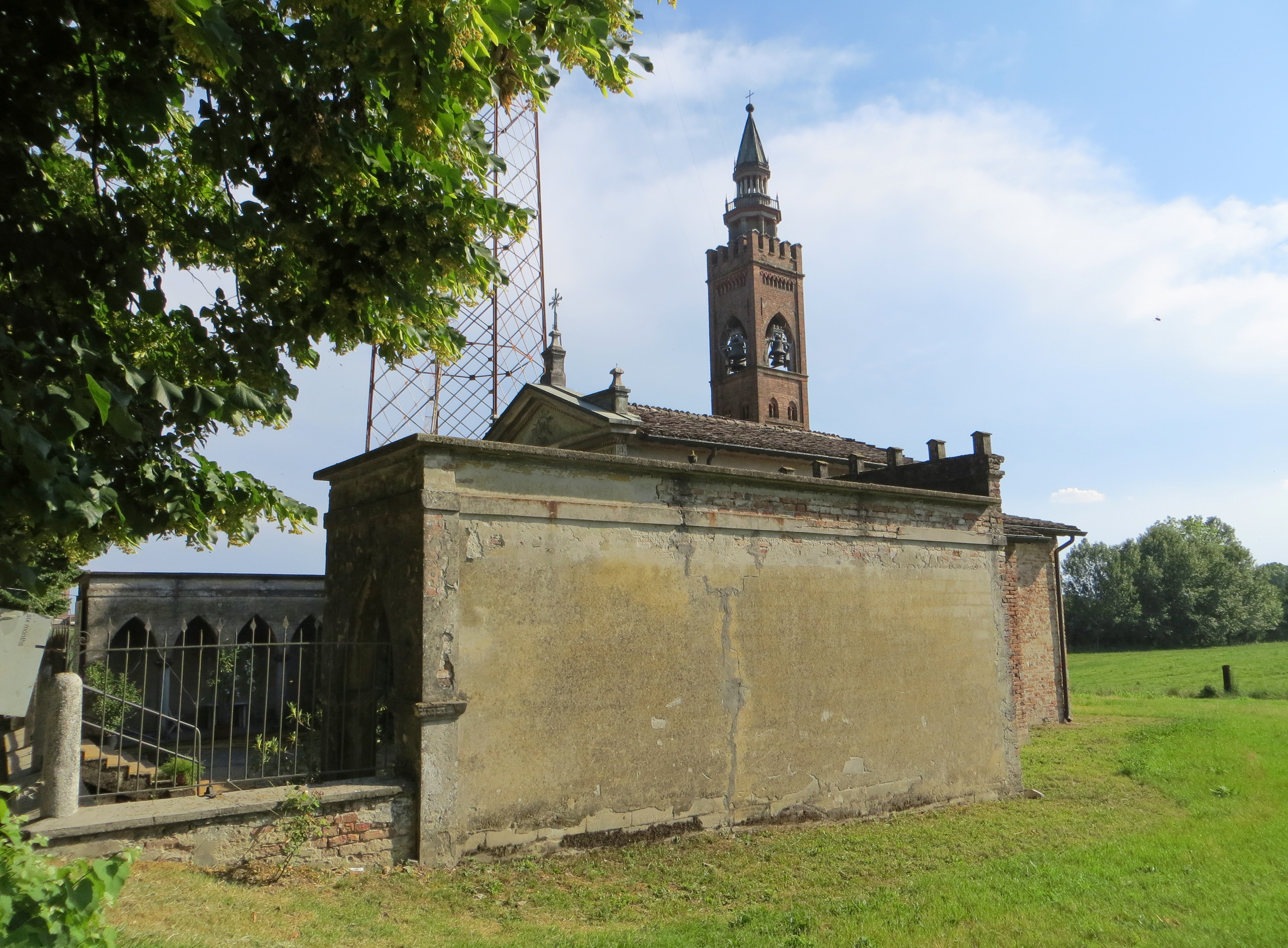
Lato nord e campanile

La chiesa si sviluppa su una pianta a sette navate, con ingresso a est e presbiterio absidato a ovest.
La simmetrica facciata a salienti, interamente intonacata, è preceduta da un porticato ad archi ogivali retti da colonne con capitelli dorici, sviluppato su una pianta a C attorno al sagrato; il prospetto è scandito verticalmente da quattro lesene ioniche, che si elevano su un alto basamento; al centro è collocato l'ampio portale d'ingresso principale, inquadrato da una cornice modanata e sormontato da un architrave in aggetto; più in alto è collocata una nicchia rettangolare contenente un'iscrizione in latino che ricostruisce la serie di spostamenti dell'immagine della Beata Vergine di Loreto; in sommità si apre una finestra a lunetta, delimitata da una doppia cornice in rilievo; a coronamento della porzione centrale si staglia, sopra alla trabeazione decorata con un motivo a greca, il frontone triangolare, con cornice in aggetto; tre piccoli pinnacoli concludono la fronte. Ai lati si trovano i due portali d'ingresso secondari, inquadrati da cornici modanate e sormontati da finestre rettangolari; in sommità gli attici sono coronati da due piccoli vasi.
Sul retro, accanto all'abside, si erge il campanile rivestito in laterizio, edificato come riproduzione in scala ridotta del torrazzo di Cremona; la torre si eleva su quattro ordini, illuminati da una serie di bifore ad arco ogivale; la cella campanaria si affaccia sulle quattro fronti attraverso ampie monofore ad arco a sesto acuto; in sommità, oltre una fascia ad archetti intrecciati, si eleva dietro alla merlatura la doppia lanterna a pianta ottagonale, decorata con colonnine; a coronamento si staglia infine un'aguzza guglia.
All'interno la corta navata centrale, coperta da una volta a botte decorata con affreschi a finti cassettoni in chiaroscuro, è separata dalle laterali, chiuse superiormente da volte a vela, attraverso due arcate a tutto sesto, decorate con lesene ioniche.
Il presbiterio, coperto anch'esso da una volta a botte dipinta, accoglie l'altare maggiore a mensa; l'abside, chiusa superiormente dal catino affrescato, è illuminata da due finestroni laterali; sul fondo si staglia l'ancona marmorea, delimitata da due colonne corinzie e coronata da un frontone triangolare con cornice dentellata; al suo interno una nicchia ad arco a tutto sesto accoglie la venerata immagine ad affresco della Beata Vergine di Loreto.